# Аль-Бітруджі (місячний кратер)
Кратер Аль-Бітруджі (лат. Alpetragius) — ударний кратер у південній частині видимого боку Місяця, розміщений на східній межі Моря Хмар. Назву дав Джованні Річчіолі на честь відомого арабського астронома аль-Бітруджі і 1993 року затвердив Міжнародний астрономічний союз. Відомості про період утворення кратера відсутні.

## Опис кратера

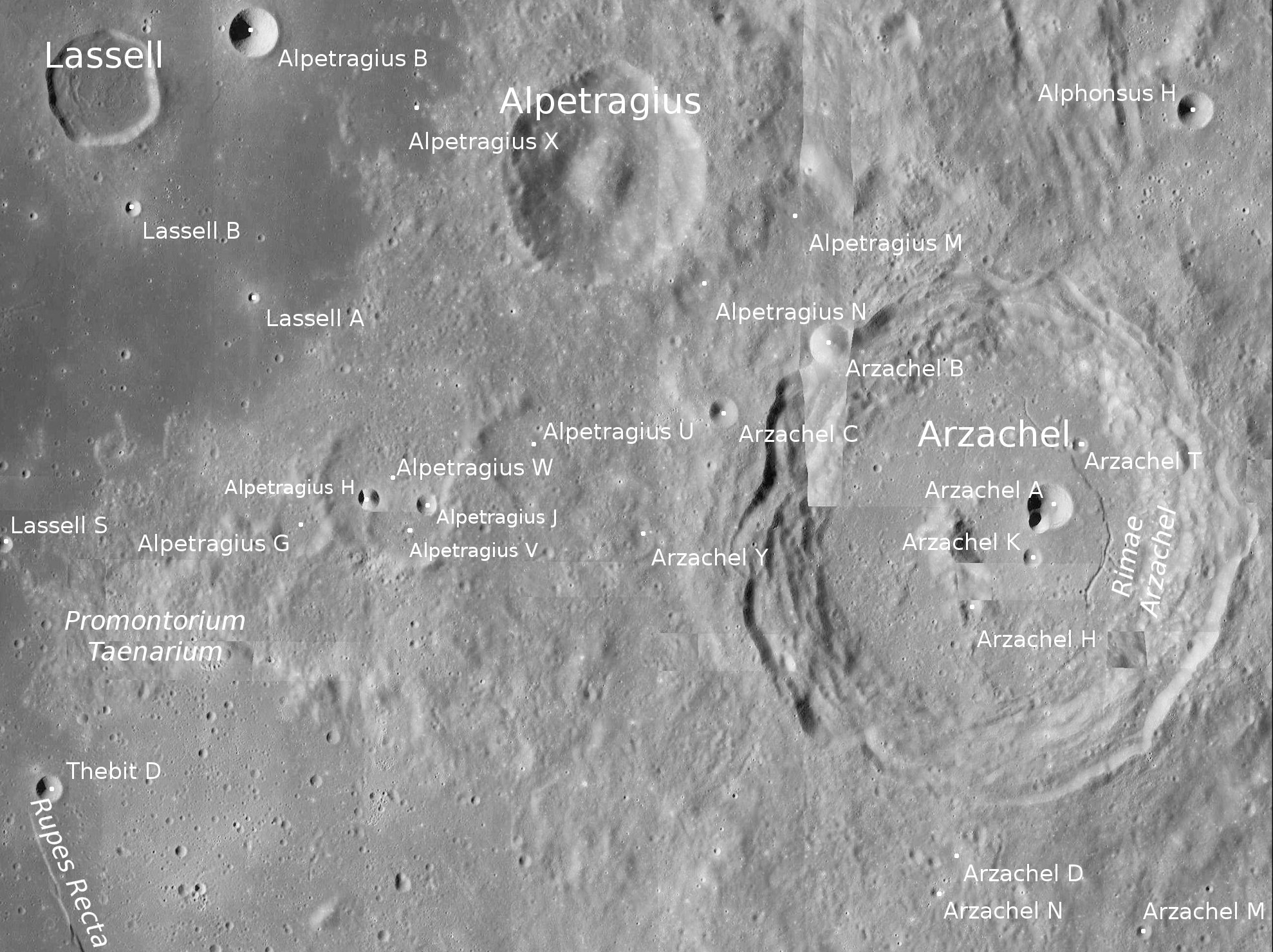
Знімок зонда Lunar Reconnaissance Orbiter.

На південному сході від кратера розташований молодий кратер Арзахель, на північному сході — древній кратер Альфонс, на заході — невеликий кратер Лассел. На північному заході до кратера прилягають залишки заповненого лавою під час утворенні Моря Хмар сателітного кратера Аль-Бітруджі Х. Далі на південному заході лежить мис Тенарія та урвище Пряма Стіна. Селенографічні координати центра кратера — 16°03′ пд. ш. 4°31′ зх. д. / 16.05° пд. ш. 4.51° зх. д. 16°03′ пд. ш. 4°31′ зх. д. / 16.05° пд. ш. 4.51° зх. д., діаметр — 40,0 км, глибина 3,9 км.
Вал кратера має майже правильну форму, з невеликими радіальними виступами у північній та західній частині; висота окремих піків валу над дном чаші досягає 3650 м, середня висота над дном чаші — 3140 м, над навколишньою місцевістю — 1020 м. На північному сході вал з'єднаний з валом кратера Альфонс підняттям місцевості між кратерами, на південному сході відокремлений від валу кратера Арзахель ланцюжком кратероподібних понижень місцевості, що відходить на південний захід від південної частини валу кратера Альфонс. Східна та південна частини внутрішнього схилу мають терасоподібну структуру. Об'єм кратера становить близько 1100 км³.

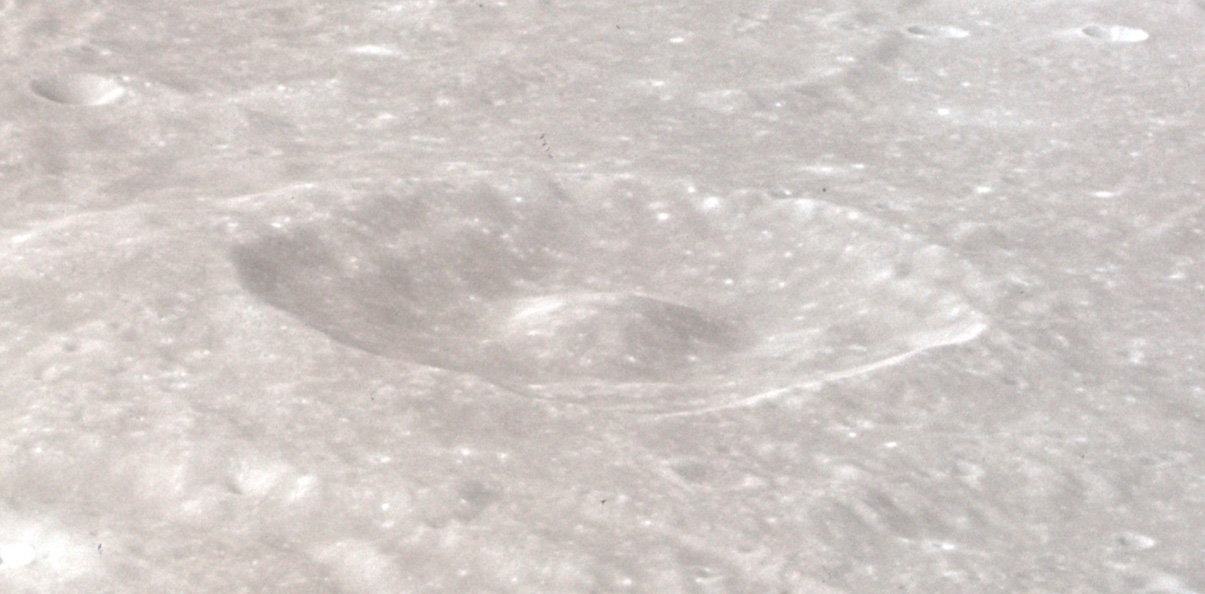
Кратер Аль-Бітруджі. Знімок з борту Аполлона-12.

Характерною особливістю кратера є наявність непропорційно великого центрального піку з площею основи 27,5 км і висотою 2000 м, що займає значну частину чаші кратера. На вершині піку на фотографіях, зроблених космічним апаратом Рейнджер-9, видно поглиблення діаметром 1,6 км. Є припущення, що непропорційно великі розміри центрального піку викликані його збільшенням рахунок вулканічних вивержень, а згадане заглиблення є зруйнованим жерлом вулкана. Джерард Койпер назвав центральний пік кратера «Яйцем у гнізді». За своїми розмірами та складністю структури центральний пік нагадує деякі земні гірські системи, наприклад, Сноудонський масив.

## Сателітні кратери
| Аль-Бітруджі | Координати                                              | Діаметр, км |
| ------------ | ------------------------------------------------------- | ----------- |
| B            | 15°08′ пд. ш. 6°53′ зх. д. / 15.13° пд. ш. 6.88° зх. д. | 9,7         |
| C            | 13°45′ пд. ш. 6°10′ зх. д. / 13.75° пд. ш. 6.17° зх. д. | 2,1         |
| G            | 18°10′ пд. ш. 6°34′ зх. д. / 18.17° пд. ш. 6.56° зх. д. | 12,2        |
| H            | 18°01′ пд. ш. 6°06′ зх. д. / 18.01° пд. ш. 6.1° зх. д.  | 4,4         |
| J            | 18°03′ пд. ш. 5°42′ зх. д. / 18.05° пд. ш. 5.7° зх. д.  | 4,1         |
| M            | 16°27′ пд. ш. 3°16′ зх. д. / 16.45° пд. ш. 3.27° зх. д. | 23,2        |
| N            | 16°44′ пд. ш. 3°53′ зх. д. / 16.74° пд. ш. 3.88° зх. д. | 11,3        |
| U            | 17°43′ пд. ш. 5°07′ зх. д. / 17.71° пд. ш. 5.11° зх. д. | 15,6        |
| V            | 18°11′ пд. ш. 5°50′ зх. д. / 18.19° пд. ш. 5.83° зх. д. | 15,9        |
| W            | 17°57′ пд. ш. 5°58′ зх. д. / 17.95° пд. ш. 5.96° зх. д. | 27,7        |
| X            | 15°37′ пд. ш. 5°44′ зх. д. / 15.61° пд. ш. 5.74° зх. д. | 31,8        |

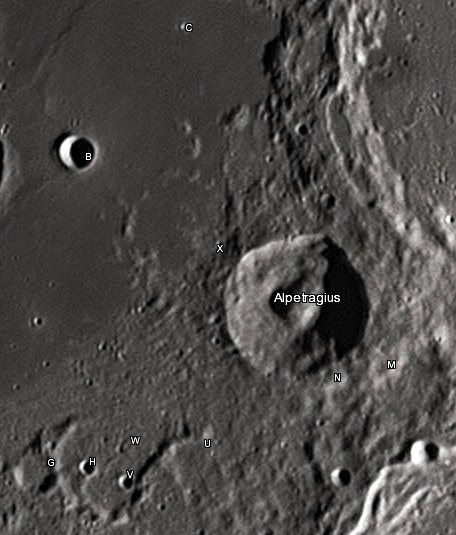
Знімок Девіда Кемпбелла

- Сателітний кратер Аль-Бітруджі B включено до списку кратерів із темними радіальними смугами на внутрішньому схилі Асоціації спостерігачів Місяця і планет[en] (ALPO)[6], а також до списку кратерів з яскравою системою променів тієї ж Асоціації[7].